# Sveriges Socialdemokratiska Arbetareparti
De Sveriges Socialdemokratiska Arbetareparti (Zweeds voor 'Sociaaldemocratische Arbeiderspartij van Zweden'), vaak Socialdemokraterna genoemd ('de Sociaaldemocraten'), en afgekort als SAP of S, is een centrumlinkse politieke partij in Zweden. Het is de oudste, grootste en historisch meest invloedrijke partij van Zweden.
Aan de verkiezingen neemt de partij deel als Arbetarepartiet-Socialdemokraterna ("Arbeiderspartij-Sociaaldemocraten"). Als partijsymbool hebben de sociaaldemocraten de rode roos, naar een idee van Fredrik Ström.
Tussen 1940 en 1998 kreeg S telkens tussen de 40 en 55% van de stemmen bij de verkiezingen. Dat maakt de partij tot een van de succesvolste ter wereld. Kiezers komen uit brede lagen van de samenleving. Een groot deel van het kiezerskorps bestaat uit fabrieksarbeiders. In het gebied rond Stockholm staat de partij traditioneel niet erg sterk: bij de verkiezingen van 2006 behaalde S er slechts 23%. Het resultaat over heel Zweden van 2006 (35%), was destijds het laagste dat de partij ooit behaalde sinds de invoering van het algemeen stemrecht. Vooral de stem van gepensioneerden en arbeiders leken de sociaaldemocraten verloren te hebben ten opzichte van de vorige stembusslag.

## Geschiedenis

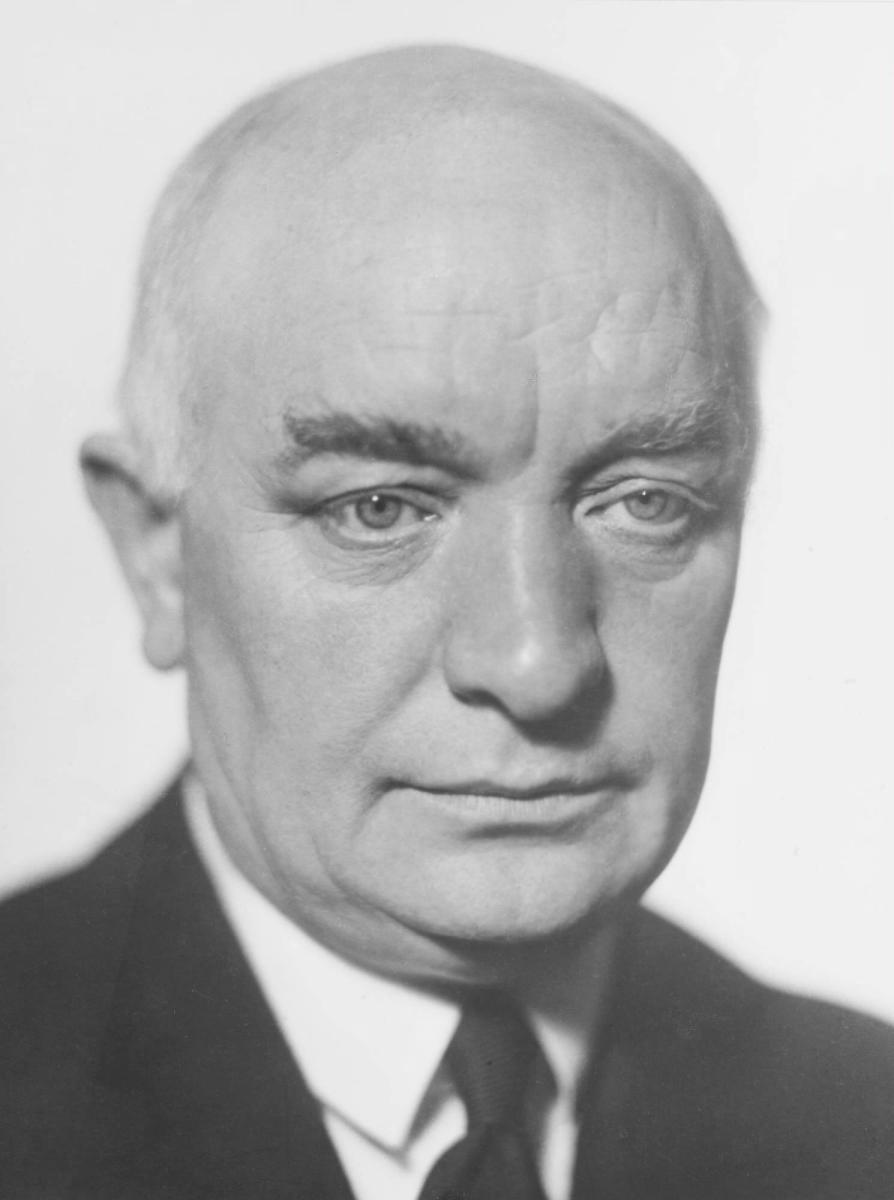
Per Albin Hansson.

### Strijd voor algemeen stemrecht
Sveriges socialdemokratiska arbetareparti werd gesticht op 23 april 1889 en is daarmee Zwedens oudste partij. Eerder in de jaren 1880 zijn al socialistische kranten opgericht in Zweden. In het begin zijn de Zweedse sociaaldemocraten sterk beïnvloed door hun Duitse geestverwanten. Na enige tijd gaat men niet langer naar revolutie, maar naar deelname aan verkiezingen streven. Zo wil men tot hervormingen ten gunste van de arbeiders komen. 1896 is niet alleen het jaar waarin S zijn eerste voorzitter, Claes Tholin krijgt, maar ook het jaar waarin de latere minister-president Hjalmar Branting met liberale steun in de Riksdag komt.
Aan het begin van de 20e eeuw is de strijd voor algemeen stemrecht het belangrijkste sociaaldemocratische programmapunt. Men strijdt hiervoor aan de zijde van de liberalen, met wie men zelfs een coalitieregering zal vormen. Wanneer het algemeen stemrecht – ook voor vrouwen – er in 1921 uiteindelijk komt, wordt de samenwerking echter stopgezet. Ondertussen rommelt het intern bij S. De radicale linkse vleugel van de partij stapt op en richt de Sveriges socialdemokratiska vänsterparti ("Sociaaldemocratische Linkse Partij van Zweden") op. Die wordt in 1921 hernoemd tot Kommunistische Partij.

### Grondslagen voor de sociale welvaartsstaat
De verwachtingen na de afkondiging van het algemeen stemrecht zijn hooggespannen, doch de verwachte parlementaire meerderheid voor de sociaaldemocraten komt er niet. In de jaren 1920 vormt S een aantal minderheidsregeringen die steeds erg zwak blijven.
De context van het begin van de jaren dertig is die van een wereldwijde crisis en een massawerkloosheid. In 1932 vormen de sociaaldemocraten samen met de Bondeförbundet ("Boerenbond") een regering onder Per Albin Hansson, die tot 1946 minister-president zal blijven. De regering voert een politiek om de crisis in te dijken en legt zo de basis voor de sociale welvaartsstaat.
Het uitbreken van de Tweede Wereldoorlog vertraagt voornoemd project. De meeste Zweedse partijen – ook de centrumrechtse – slaan de handen ineen om een oorlogskabinet te vormen, nog steeds onder leiding van Hansson.

### Naoorlogse successen

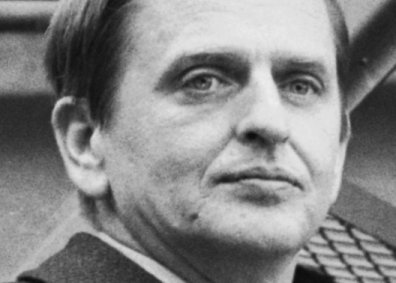
Olof Palme

Het kabinet van nationale unie komt in 1945 tot zijn einde. Daarna volgt een tegenstelling tussen sociaaldemocraten en de burgerlijke partijen. Tage Erlander kan de sociaaldemocratische minderheidsregering voortzetten en de bouw van de welvaartsstaat voltooien. Een lange regeerperiode ligt nu voor de sociaaldemocraten in het verschiet, bij de verkiezingen van 1968 behaalt S zelfs een meerderheid van de stemmen. Uiteindelijk zullen het de grondwetswijziging van 1971, de oliecrisis in hetzelfde jaar en een discussie over kernkracht de partij de das om doen bij de stembusgang van 1976.
Na zes jaar heroveren de sociaaldemocraten onder Olof Palme de regeringsmacht. In 1986 wordt Palme om het leven gebracht, een schok voor de partij en het land, en volgt Ingvar Carlsson hem op. In 1990 gaat Zweden gebukt onder een zware economische crisis. Carlsson en zijn regering moeten pijnlijke maatregelen nemen, waarvoor ze bij de verkiezingen van 1991 de laan uitgestuurd worden. Een centrumrechtse coalitieregering neemt de touwtjes nu in handen.
In 1994 slagen de sociaaldemocraten er opnieuw in een minderheidsregering te vormen. In datzelfde jaar regelt de partij het Zweedse lidmaatschap van de Europese Unie. Over die kwestie is de partij echter diep verdeeld. Die verdeeldheid zal opnieuw aan de oppervlakte komen in 2003, bij het referendum over deelname aan de gemeenschappelijk euromunt. Bij de verkiezingen van 2006 behaalt S haar slechtste resultaat sinds 1914. Een minderheidsregering met groene en linkse steun zit er niet langer in. Premier Göran Persson staat het leiderschap af en wordt opgevolgd door Mona Sahlin.
Vanaf 2008 maakte de partij deel uit van de rood-groene alliantie. De parlementsverkiezingen van 2010 brengen S electoraal geen beterschap. Met 30,8% van de Zweedse stemmen bereiken de sociaaldemocraten opnieuw een historisch dieptepunt. De partij verliest met dat resultaat 17 zetels in het parlement.
Op 21 januari 2012 treedt Håkan Juholt na 302 dagen af als lijsttrekker, vanwege tegenvallende resultaten in de peilingen. Hij wordt opgevolgd door oud-vakbondsleider Stefan Löfven, die na de verkiezingen van 2014 premier wordt van het minderheidskabinet Löfven I. In zijn onstuimige regeerperiode, die uiteindelijk tot 2021 zal duren, slaagt hij erin verschillende moties van wantrouwen te overleven. In het najaar van 2021 neemt Magdalena Andersson het partijleiderschap en het premierschap van hem over. Na de parlementsverkiezingen van 2022, waarbij de rechtse partijen een meerderheid behalen, belanden de sociaaldemocraten opnieuw in de oppositie.

### Europees Parlement
Sinds Zweden in 1995 lid werd van de Europese Unie, zijn de Socialdemokraterna vertegenwoordigd in het Europees Parlement. Sinds 2019 bezitten zij er 5 van de 21 Zweedse zetels. De partij behoort tot de Partij van Europese Socialisten (PES).

## Ideologie
De Zweedse sociaaldemocraten mogen geplaatst worden binnen de revisionistische, parlementaire strekking van het marxisme, die vaak als sociaaldemocratie wordt getypeerd. Men is voorstander van de sociale welvaartsstaat en een progressieve inkomstenbelasting. Recent draagt men ook feminisme en gelijkheid uit, alsook de strijd tegen discriminatie en racisme.

## Verkiezingsuitslagen
Onderstaande grafiek toont de ontwikkeling van het stemmenpercentage van de Zweedse sociaaldemocratische partij.

### Zetelaantal in de Riksdag (sinds 1936)
| Jaar | Zetels    |
| ---- | --------- |
| 1936 | 112 / 230 |
| 1940 | 134 / 230 |
| 1944 | 115 / 230 |
| 1948 | 112 / 230 |
| 1952 | 110 / 230 |
| 1956 | 106 / 231 |
| 1958 | 111 / 231 |
| 1960 | 114 / 232 |
| 1964 | 113 / 233 |
| 1968 | 125 / 233 |
| 1970 | 163 / 350 |
| 1973 | 156 / 350 |
| 1976 | 152 / 349 |

| Jaar | Zetels    |
| ---- | --------- |
| 1979 | 154 / 349 |
| 1982 | 166 / 349 |
| 1985 | 159 / 349 |
| 1988 | 156 / 349 |
| 1991 | 138 / 349 |
| 1994 | 161 / 349 |
| 1998 | 131 / 349 |
| 2002 | 144 / 349 |
| 2006 | 130 / 349 |
| 2010 | 112 / 349 |
| 2014 | 113 / 349 |
| 2018 | 100 / 349 |
| 2022 | 107 / 349 |

## Partijleiders

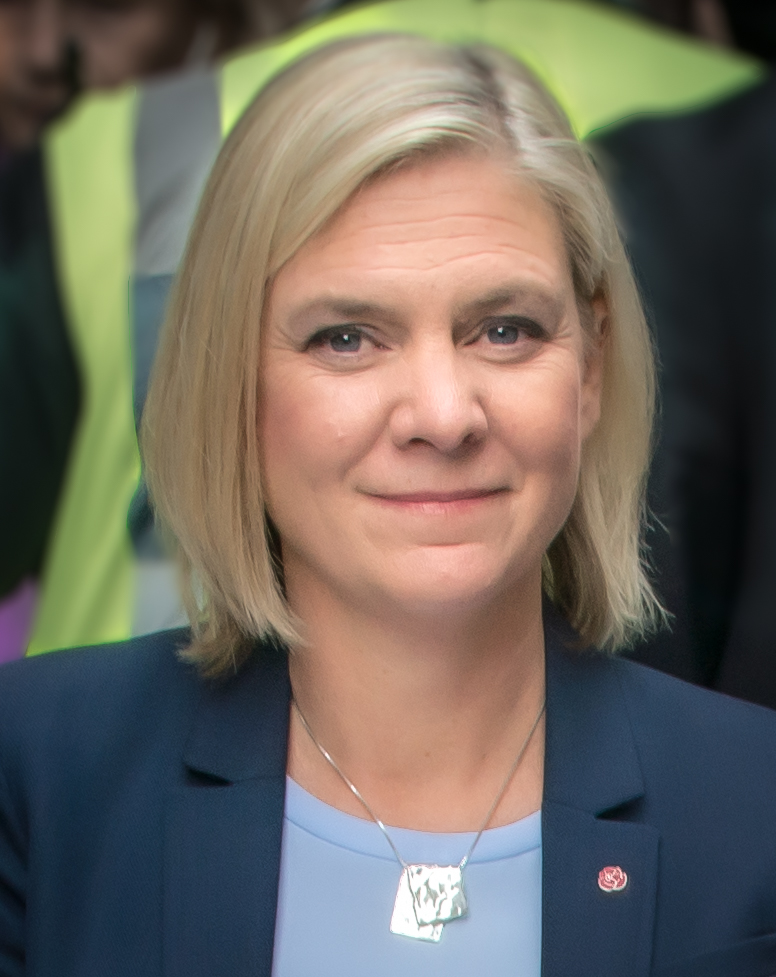
Magdalena Andersson, partijleider sinds 2021

- Collectief leiderschap (1889–1896)
- Claes Tholin (1896–1907)
- Hjalmar Branting (1907–1925)
- Per Albin Hansson (1925–1946)
- Tage Erlander (1946–1969)
- Olof Palme (1969–1986)
- Ingvar Carlsson (1986–1996)
- Göran Persson (1996–2007)
- Mona Sahlin (2007–2011)
- Håkan Juholt (2011–2012)
- Stefan Löfven (2012–2021)
- Magdalena Andersson (2021–heden)